# Bahnbetriebswerk Dresden

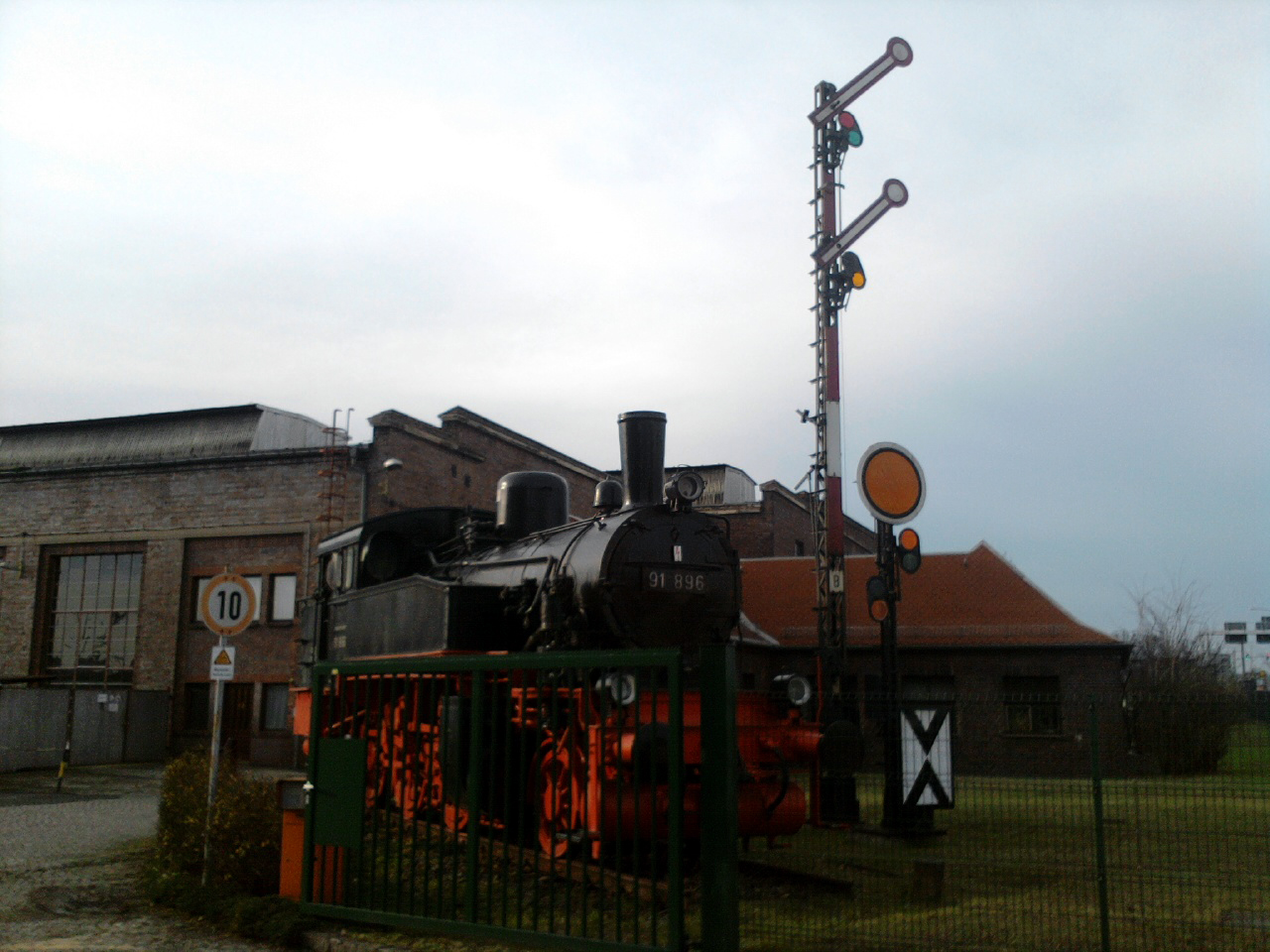
Die Dampflokomotive 91 896 schmückte von 1985 bis 2009 den Eingang zum Bahnbetriebswerk an der Hamburger Straße.

Das Bahnbetriebswerk Dresden ist ein Bahnbetriebswerk auf dem Gelände des Bahnhofs Dresden-Friedrichstadt. Es entstand 1894 im Zuge der Umgestaltung des Dresdner Eisenbahnknotens als Heizhausanlage Peterstraße. Ab 1928 firmierte es als Bahnbetriebswerk Dresden-Friedrichstadt und wurde Ende der 1930er Jahre an anderer Stelle auf dem Bahnhofsgelände neu erbaut. Im Jahr 1967 entstand als Zusammenschluss mit dem Bahnbetriebswerk Dresden-Altstadt das Bahnbetriebswerk Dresden, auch das Bahnbetriebswerk Dresden-Pieschen ging in ihm auf. Später kamen weitere Lokeinsatzstellen hinzu, doch heute beschränkt sich das Bahnbetriebswerk Dresden, das seit der Bahnreform offiziell Betriebshof Dresden heißt, auf Anlagen in Dresden-Friedrichstadt.
Während der Dampflokomotivzeit waren in Dresden-Friedrichstadt hauptsächlich Güterzuglokomotiven stationiert. Im Jahr 1963 begann die Beheimatung von Diesellokomotiven für alle Einsatzzwecke im Bahnbetriebswerk und um 1970 endete hier die Instandhaltung von Dampflokomotiven. Die erstmalige Stationierung von Elektrolokomotiven folgte sechs Jahre später. Heute sind sowohl Diesel- als auch Elektrolokomotiven im Bahnbetriebswerk Dresden beheimatet.

## Standort
Das Bahnbetriebswerk (Bw) befindet sich im Dresdner Stadtteil Friedrichstadt an dessen Grenze zu Cotta. Es liegt am westlichen Ende des Bahnhofs Dresden-Friedrichstadt an der Bahnstrecke Berlin–Dresden, die direkt südlich vorbeiführt. Direkt westlich des Bw-Geländes führt die Hafenbahn Dresden in einem Bogen um die Lokwerkstatt herum von der Berliner Strecke zum Alberthafen. Nach Norden begrenzt die Hamburger Straße die Anlagen.

## Geschichte

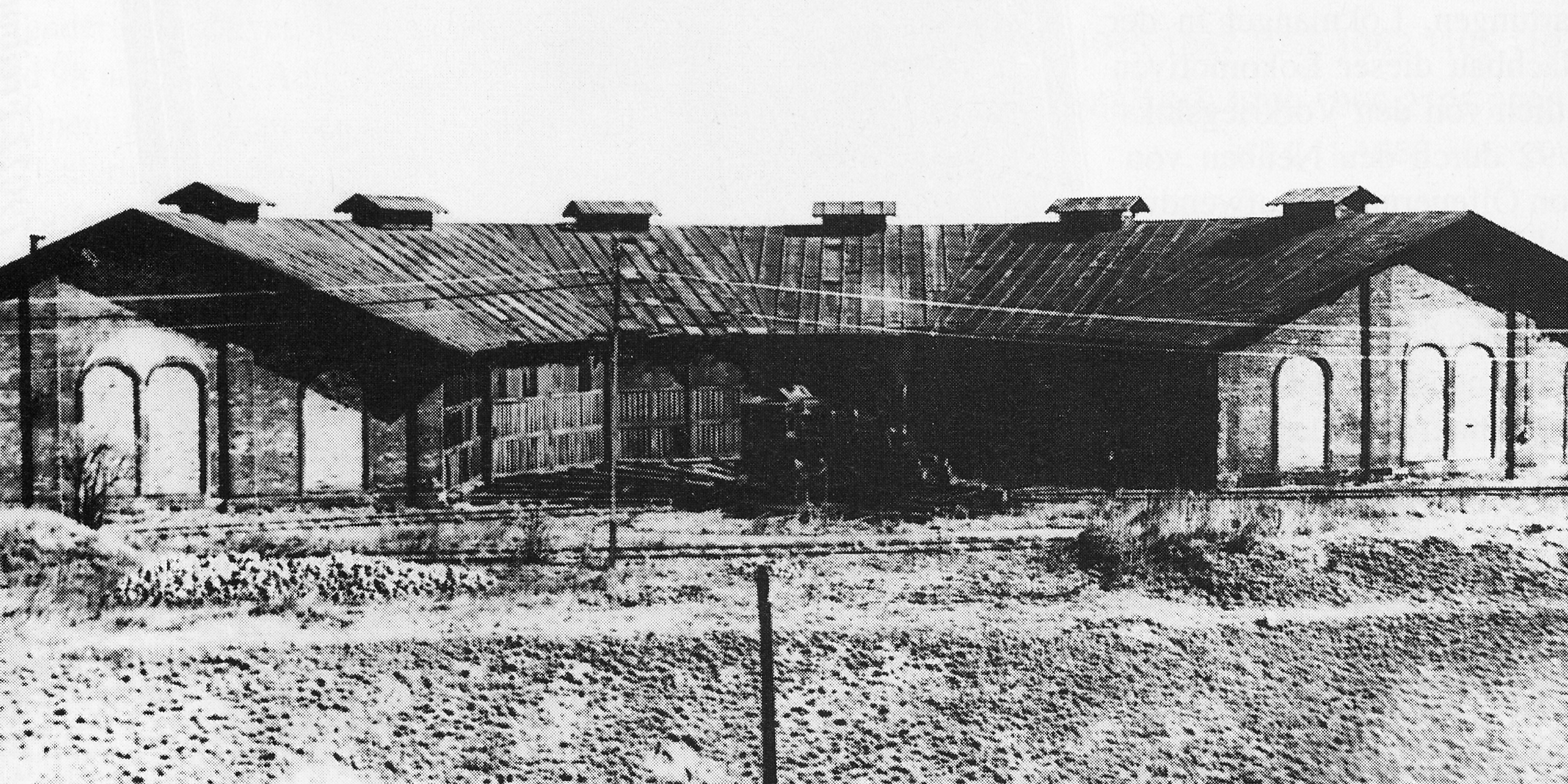
Halbrundschuppen des Berliner Bahnhofs

Auf dem Gelände des heutigen Bahnhofs Dresden-Friedrichstadt errichtete die Berlin-Dresdener Eisenbahn-Gesellschaft bis 1875 den Berliner Bahnhof als Dresdner Endpunkt ihrer Eisenbahnstrecke. Bereits dieser Bahnhof besaß mit einem zwölfständigen Halbrundlokomotivschuppen, einer Wasserstation und einem Kohlelager Anlagen zur Lokomotivbehandlung auf dem heutigen Bw-Gelände.

### Heizhausanlage Peterstraße
Im Zuge der Umgestaltung des Eisenbahnknotens Dresden ab 1890 wurde anstelle des Berliner Bahnhofs der Verschiebebahnhof Dresden-Friedrichstadt neu errichtet. An seinem südöstlichen Ende entstand ab 1891 eine neue Heizhausanlage zwischen Behringstraße (bis 1946: Peterstraße) und der Waltherbrücke; nach Süden grenzte die Fröbelstraße das Betriebswerk ab. Die am 1. Mai 1894 eröffnete Heizhausanlage Peterstraße bestand aus 
- drei als Rundhäuser ausgeführten Heizhäusern mit je 20 Lokomotivständen,
- drei 20-Meter-Drehscheiben vor den Rundhäusern,
- einem Heizhausverwaltungsgebäude,
- einem Expeditionsgebäude,
- einem Kohlenschuppen,
- drei Arbeitergebäuden und
- einem Schirrkammergebäude.

Als zentrale Rauchgasentsorgung befand sich jeweils an der Rückseite des sechsten und 14. Lokstands der Rundhäuser ein 30 Meter hoher Schornstein. Die Königlich Sächsische Staatseisenbahn benannte die drei Heizhäuser als Bodenbacher (Haus 1), Chemnitzer (Haus 2) und Leipziger Haus (Haus 3). Entsprechend ihrer bevorzugten Verkehrsrichtung erfolgte dann auch die Zuordnung der Lokomotiven zu den Heizhäusern. Ab Eröffnung fanden die Güterzuglokomotiven des Leipziger, des Schlesischen und des Böhmischen Bahnhofs in der Heizhausanlage ihre Heimat, da für den Bau des Hauptbahnhofs und des Bahnhofs Dresden-Neustadt dortige Anlagen zur Lokomotivbehandlung aufgegeben werden mussten. Die Heizhausanlage Peterstraße beheimatete keine Personenzuglokomotiven; diese waren in der Heizhausanlage Dresden-Altstadt stationiert. 
Die Heizhausanlage besaß zunächst keine eigene Lokomotivwerkstatt. Die wenige hundert Meter westlich gelegene Hauptwerkstatt Friedrichstadt übernahm sämtliche Lokomotivreparaturen. Die wachsende Zahl an stationierten Lokomotiven erforderte später jedoch den Bau einer Werkstatt zwischen dem Leipziger und Chemnitzer Haus, die 1922 den Betrieb aufnahm.

### Neubau des Bahnbetriebswerks in den 1930er Jahren
Auch die Lokomotivbehandlungsanlagen erwiesen sich in den 1920er Jahren als nicht mehr ausreichend. Der überdachte Kohleschuppen war seit der Eröffnung zwar erweitert worden, der ortsfeste Drehkran entsprach jedoch nicht mehr den betrieblichen Erfordernissen. Eine neue Bekohlungsanlage mit Hochbunker an der Waltherbrücke sollte Abhilfe schaffen, jedoch kam das auf 1.346.000 Reichsmark veranschlagte Projekt nicht zur Ausführung, genauso wie der ebenfalls vorgesehene Ausbau des Bahnbetriebswerks, das seit 1928 nicht mehr als Heizhausanlage Peterstraße, sondern als Bahnbetriebswerk Dresden-Friedrichstadt geführt wurde. Hohe Grunderwerbskosten und die beengten Platzverhältnisse standen diesen Plänen entgegen und so entstand ab Ende 1934 auf der gegenüberliegenden, nördlichen Seite des Rangierbahnhofs an der Hamburger Straße ein neues Bahnbetriebswerk.
Das neue Bahnbetriebswerk bestand aus
- einer Lokomotivhalle mit zwei innenliegenden Schiebebühnenfeldern und insgesamt 81 Lokständen,
- einer Hochbunker-Bekohlungsanlage mit 158 Meter langem Kohlebansen,
- zwei 23-Meter-Drehscheiben,
- zehn Wasserkränen und
- einem automatischen Schlackensumpf.

Ursprünglich war die Bauzeit auf drei Jahre veranschlagt, jedoch konnten durchweg nicht ausreichend Arbeitskräfte eingesetzt werden, sodass der Weiterbau nach Beginn des Zweiten Weltkriegs nach einer Verfügung vom 28. November 1939 eingestellt werden musste. Die bereits fertiggestellten Anlagen wurden am 30. November 1939 in Betrieb genommen und schrittweise Lokomotiven und Personal von den alten Anlagen umgesetzt. Die Anlagen an der Peterstraße verblieben jedoch bis zu ihrer Zerstörung in Benutzung, jedoch in vermindertem Umfang.
Anfang 1940 folgte die Inbetriebnahme der Lokwerkstatt des Betriebswerks, die über eine moderne Auswaschanlage nebst einer 25-Tonnen-Achssenke verfügte. Dies ermöglichte die Übernahme der Lokausbesserung vom benachbarten Reichsbahnausbesserungswerk Dresden, die dort stillgelegt werden konnte und so zu einer Bereinigung der Arbeitsaufgaben führte.
Nicht fertiggestellt waren zu diesem Zeitpunkt der Innenausbau des Verwaltungsgebäudes, die Wasserversorgungsanlage, das Betriebsstofflager, die Drehscheibe eins sowie wenige Gleisanlagen und das Stellwerk. Trotz verfügter Einstellung der Arbeiten erfolgte der Weiterbau, um den kriegsbedingt erhöhten Anforderungen zu genügen. Auch Kriegsgefangene wurden hierfür eingesetzt.

### Zerstörung und Wiederaufbau
Die Luftangriffe auf Dresden betrafen das Betriebswerk zunächst kaum. Am 7. Oktober 1944 fielen sechs Bomben mittleren Kalibers auf und neben die Lokomotivbehandlungsanlagen. Die Schäden konnten jedoch schnell ausgebessert werden. Die folgenden Angriffe auf Dresden einschließlich des schweren Bombardements am 13. und 14. Februar 1945 trafen nicht das Bahnbetriebswerk. Erst der Angriff vom 17. April 1945 galt gezielt den Dresdner Bahnanlagen. Er führte zur völligen Zerstörung des Bahnbetriebswerks einschließlich der Anlagen an der Peterstraße. Sechs Betriebsangehörige fielen diesem Angriff zum Opfer.
In den letzten Kriegswochen war an einen Beginn des Wiederaufbaus nicht zu denken. Von 1600 Beschäftigten waren Anfang Mai 1945 nur 500 im Dienst, 450 krank, 170 Urlauber und unentschuldigt Fehlende, 200 Abgeordnete und 250 bei der Wehrmacht. Bei beginnender Stabilisierung der Verhältnisse begann der Wiederaufbau am 14. Mai 1945. Innerhalb von sechs Wochen erfolgte die Wiederherstellung von unbedingt benötigten 1000 Metern Gleis sowie fünf Weichen. Auch die Schiebebühne wurde zügig wieder instand gesetzt; der Antrieb erfolgte bis November 1945 allerdings nicht elektrisch, sondern provisorisch mit Pressluft. Die Wiederherstellung der Wasserversorgung musste ebenfalls provisorisch durch eine ortsfeste Pumpanlage an der Weißeritz gelöst werden, da das Stadtwassernetz schwer zerstört war.
Der Befehl des sowjetischen Militärs zum Abbau sämtlicher Werkzeugmaschinen ab dem 20. Juli 1945 traf die Wiederaufbaubemühungen empfindlich. Alle Maschinen wurden ausgebaut, gestrichen, verpackt und verladen. Erst nach langwierigen Verhandlungen konnten ab dem 28. September 1945 ein Viertel der Maschinen wieder abgeladen und neu aufgestellt werden. Aufgrund des so entstandenen Engpasses verteilte die Reichsbahndirektion Dresden ab September 1945 die Lokomotivinstandhaltung der in Dresden-Friedrichstadt beheimateten Lokomotiven auf auswärtige Dienststellen.
In den folgenden Jahren schritt der Wiederaufbau voran. Als eine der letzten wesentlichen Maßnahmen des Wiederaufbaus wurde im Jahr 1952 das Dach der Mittel- und Osthalle des Lokomotivschuppens geschlossen. Auch die Westhalle war zwar frühzeitig beräumt worden, ihr Wiederaufbau wurde jedoch aufgegeben. Ihr Abriss erfolgte erst im Sommer 1967.
Die zerstörten Lokschuppen des alten Betriebswerks an der Peterstraße wurden nicht wieder aufgebaut und in den 1950er Jahren abgetragen. Lediglich die 23-Meter-Drehscheibe des Chemnitzer Hauses wurde im Sommer 1945 auf die neuen Anlagen verbracht, aufgrund fehlenden Zements dort jedoch erst drei Jahre später als Drehscheibe II eingebaut.
Am Ende des Zweiten Weltkriegs gehörten 138 Lokomotiven zum Bw Dresden-Friedrichstadt, davon waren jedoch nur 14 Lokomotiven betriebsfähig (neun der 14 Lokomotiven waren von der Ausbesserung zurückgestellt). Ein gutes Jahr später zum 1. Juli 1946 betrug der Gesamtbestand 159 Lokomotiven, darunter 102 betriebsfähige.

### Kolonnenlokomotiven und Brigadeeinsatz
Die Sowjetische Militäradministration unterhielt einen eigenen Lokomotivpark zur Abfuhr von Reparationsleistungen. Diese sogenannten Kolonnenlokomotiven waren in vielen großen Betriebswerken ab dem Sommer 1945 eingerichtet. Im Bw Dresden-Friedrichstadt war die Kolonne 10, bestehend aus 30 Lokomotiven der Baureihe 58.10-21 (Preußische G 12), stationiert. Aufgrund des hohen Bestands an Schadlokomotiven konnten diese nicht aus dem eigenen Bestand gedeckt werden und 19 Lokomotiven wurden von anderen Standorten im Bezirk der Reichsbahndirektion umgesetzt.
Der Brigadeeinsatz begann im November 1945 in drei verschiedenen Brigaden mit jeweils zehn Lokomotiven. Neben den Lokomotiven mussten auch Lokomotivführer, Heizer und Wagenmeister bereitgestellt werden, was den Wiederaufbau in Dresden zusätzlich erschwerte. Im Sommer 1947 reduzierte sich der Einsatz der Kolonnenlokomotiven und Ende November wurde die Kolonne 10 aufgelöst. Wenige Kolonnenlokomotiven waren von ihren Einsätzen nicht zurückgekommen; der Rest wurde wieder in den normalen Bestand eingereiht. Der Personaleinsatz endete jedoch nicht zeitgleich mit dem Lokomotiveinsatz, sondern lief für andere Kolonnen weiter.

### Sammelort für Abgabelokomotiven
Im Sommer 1945 fungierte Dresden-Friedrichstadt außerdem als Sammelort für Abgabelokomotiven, die als Beute- oder Reparationslieferung nach Osten verbracht werden mussten. Eine Bestandsliste aus dieser Zeit umfasst 88 Abgabelokomotiven der Baureihen 55, 57, 86, 89, 91 und 93, die über Dresden-Friedrichstadt liefen. Drei Viertel dieser Lokomotiven befanden sich in betriebsfähigem Zustand. Unter den 88 Abgabelokomotiven befanden sich 18 in Dresden-Friedrichstadt beheimatete Lokomotiven, darunter zehn betriebsfähige Einheitslokomotiven der jungen Baureihe 86.

### Modernisierung und Umorganisation
Im Oktober 1950 erfolgte die erste Stationierung einer Dampflokomotive mit Kohlenstaubfeuerung in Dresden-Friedrichstadt. Die Versorgung mit Kohlenstaub erfolgte zunächst direkt aus einem Transportwagen – später über die in den Jahren 1952 und 1953 errichtete Kohlenstaub-Großbunkeranlage. Da diese nicht den Sicherheitsbestimmungen entsprach, erfolgte 1959 eine Umrüstung; doch schon acht Jahre später wurde die Anlage wieder abgerissen, nachdem die letzte Lokomotive mit Kohlenstaubfeuerung abgestellt wurde. Als mögliche Gründe der Abstellung werden die beginnende Elektrifizierung im Dresdner Raum (schnellere Korrosion des Fahrdrahtes durch stark schwefelhaltige Abgase der Kohlenstaublokomotiven), der höhere Instandhaltungsaufwand sowie die sicherheitstechnisch anspruchsvollere Vorhaltung einer unter Druck stehenden Bunkeranlage genannt.
Im November 1963 begann die Diesellokomotivunterhaltung im Bw Dresden-Friedrichstadt. Drei Jahre zuvor hatte der Einsatz von Neubaudiesellokomotiven in Dresden begonnen, die zunächst im Bw Dresden-Pieschen stationiert wurden. Aufgrund der für 1965 vorgesehenen Schließung dieses Bahnbetriebswerks übernahm Dresden-Friedrichstadt die Unterhaltung und ab dem 1. Januar 1966 waren sämtliche Dresdner Diesellokomotiven hier beheimatet.
Obwohl am 25. September 1966 der elektrische Zugbetrieb von und nach Karl-Marx-Stadt mit Anschluss des Rangierbahnhofs Dresden-Friedrichstadt begann, blieb das Betriebswerk noch ohne Fahrdraht. Der Einsatz von Elektrolokomotiven erfolgte zunächst ausschließlich vom Bw Karl-Marx-Stadt aus. Erst knapp zehn Jahre später, am 1. Januar 1976, begann die Beheimatung von Elektrolokomotiven in Dresden.
Zum 1. Januar 1967 fusionierten die Bahnbetriebswerke Dresden-Altstadt und Dresden-Friedrichstadt zum Bahnbetriebswerk Dresden. Ein Jahr später, zum 1. Januar 1968, wurde auch das Bw Pirna dem Bw Dresden angegliedert. Ziel dieser Maßnahmen war eine Spezialisierung der Instandhaltungskapazität sowie eine Reduktion des Verwaltungsaufwands. Aufgrund des in Teilen gut erhaltenen und großzügig angelegten Gebäudekomplexes wurde der gemeinsame Verwaltungssitz in Friedrichstadt eingerichtet. Der Friedrichstädter Teil des Betriebswerks hieß fortan Betriebsteil Hamburger Straße (kurz: BTH) und sollte zu einem modernen Betriebswerk zur Unterhaltung der gesamten Diesel- und Elektrolokomotiven in Dresden ausgebaut werden. Nur der verbleibende Dampflokbetrieb sollte im Betriebsteil Zwickauer Straße, dem ehemaligen Bahnbetriebswerk Dresden-Altstadt, gebündelt werden. Um 1969/1970 erfolgte letztmals die Instandhaltung einer Dampflokomotive in Friedrichstadt und 1976 folgte die Außerbetriebnahme des Kohlebunkers.
Ab 1967 erfolgten Bau- bzw. Modernisierungsvorhaben im Betriebsteil Hamburger Straße. Die Westfeldruine sowie fünf Schornsteine wurden abgerissen. In vier Jahren Bauzeit entstand dort eine neue Triebfahrzeughalle mit 14 Lokomotivreparaturständen. Als weitere Investitionen gingen eine neue Unterflurradsatzdrehmaschine, ein Großtankanlage und eine Zapfanlage in den Jahren 1970 und 1971 in Betrieb.
Auch lange nach dem Ende der Dampflokomotivunterhaltung waren indes Heizlokomotiven im Betriebsteil Hamburger Straße notwendig; erst im Februar 1990 übernahm eine mit Öl betriebene Heizungsanlage.

### Nach der Bahnreform
Im Rahmen einer langfristig angestrebten Konzentration der Bahnbetriebswerke kam mit der Gründung der Deutschen Bahn AG zum 1. Januar 1994 auch das bis dahin selbstständige Bw Kamenz zum Bw Dresden. Damit zählte das mit der Bahnreform in Betriebshof Dresden umbenannte Betriebswerk zu dieser Zeit die vier folgenden Lokeinsatzstellen:
- Hamburger Straße (ex Dresden-Friedrichstadt)
- Kamenz
- Pirna
- Zwickauer Straße (ex Dresden-Altstadt)

Die Lokeinsatzstellen Kamenz, Pirna und Zwickauer Straße wurden jedoch kurze Zeit später aufgegeben, sodass dem Bw Dresden nur die Einsatzstelle Hamburger Straße verblieb. In Kamenz betreibt die ITL Eisenbahngesellschaft seit 2002 eine Werkstatt, das Betriebswerk in Pirna wurde später abgerissen und in der Zwickauer Straße befindet sich heute ein Eisenbahnmuseum.

## Fahrzeugbestand

### Länderbahnzeit

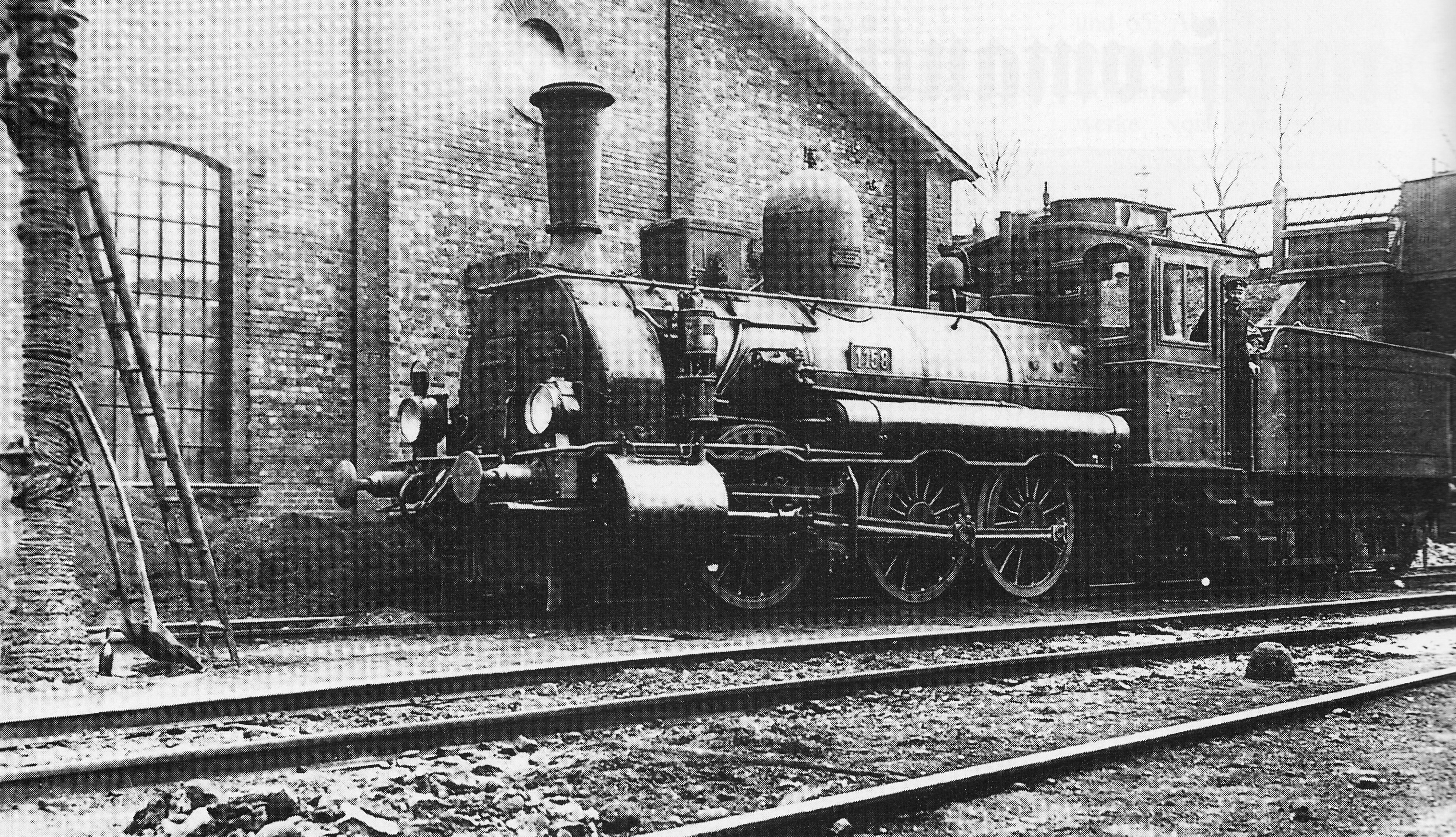
Eine Lokomotive der Gattung V V kurz nach ihrer Indienststellung 1901 vor dem Heizhaus in Dresden-Friedrichstadt an der Waltherbrücke

Während der Länderbahnzeit herrschte eine große Vielfalt an unterschiedlichen sächsischen Lokomotiven, von denen oft nur wenige Exemplare gebaut wurden. Nachdem das Verbundsystem im sächsischen Lokomotivbau Einzug gehalten hatte, dominierte die ab 1895 gebaute Sächsische V V den Lokomotivpark in Friedrichstadt. Neben vielen anderen Lokomotiven waren auch die nur in zwei Exemplaren gebaute Sächsische XV HTV für den Schiebedienst auf den Rampen nach Klotzsche und Tharandt hier stationiert sowie die als Schlepplokomotive im benachbarten Rangierbahnhof eingesetzte Sächsische XI H.

### Deutsche Reichsbahn Gesellschaft
Zwischen 1920 und 1930 musterte die Deutsche Reichsbahn viele sächsische Lokomotiven aus. Preußische Lokomotiven älterer (G 3, G 5.2 und G 7.2) sowie neuer Bauart (G 10 und G 12) ersetzten sie. Während die älteren preußischen Maschinen ebenfalls bald ausgemustert wurden, prägten die G 10 und G 12 zwei Jahrzehnte lang die Güterzugbeförderung im Dresdner Raum. Anfang der 1930er Jahre kam auch die G 8 nach Friedrichstadt sowie nach 1935 die Einheitsdampflokomotiven der Baureihen 50, 52, 84 und 86. Kriegsbedingt blieben die Lokomotiven der Baureihe 50 oft nur kurze Zeit in Friedrichstadt stationiert und auch die Maschinen der Gattung G 8 und G 10 mussten wegen ihres niedrigen Achsdrucks ins Sudetenland sowie nach Osten abgegeben werden. Die G 12 blieb dagegen dominant. Sieben Lokomotiven wurden gegen Kriegsende in westliche Direktionen abgefahren und zwei Lokomotiven nach Bombentreffern vom 17. April 1945 ausgemustert; dennoch zählten am 31. August 1945 73 Maschinen der Gattung G 12 zum Friedrichstädter Bestand. Daneben stellten die ab 1943 in Friedrichstadt stationierten Kriegslokomotiven der Baureihe 52 das größte Kontingent. Anfang 1945 zählten 78 Lokomotiven dieser Baureihe zum Betriebswerk und nach Abfuhr von 22 Lokomotiven nach Westen sowie anderen Umbeheimatungen zählten zum 31. August 1945 noch 46 dieser Maschinen zum Bestand; darunter befanden sich zu dieser Zeit 25 in betriebsfähigem Zustand.

### Deutsche Reichsbahn
Im Rahmen einer Gattungsbereinigung endete 1947 die Beheimatung der Baureihe 52 vorerst und die Maschinen der Gattung G 12 stellten einschließlich der auf Kohlenstaubfeuerung umgebauten Lokomotiven wieder die mit Abstand größte Anzahl an Maschinen.
Die Stationierung der Rekolokomotiven der DR-Baureihe 58.30 ab 1959 und DR-Baureihe 50.35 ab 1961 stellte den Beginn der Modernisierung des Fuhrparks dar. Neubau-Dampflokomotiven erhielt das Betriebswerk nicht mehr, dafür begann ab 1965 die Stationierung von Neubau-Diesellokomotiven. Bei Bildung des Bw Dresden zum 1. Januar 1967 beheimatete der Betriebsteil Hamburger Straße 70 Diesellokomotiven der Baureihen V 15, V 60 und V 180. Letztere stellte lange Zeit das Paradepferd des Betriebswerks dar und bespannte unter anderem Langläufer nach Schwerin, Seddin, Rostock und Binz. Zu diesen drei Baureihen kam ab dem Jahr 1968 die Baureihe V 100 und ab 1970 die Baureihe V 200. Neben Streckendiensten löste die V 200 im Jahr 1973 die bis dahin als Schlepplokomotiven im benachbarten Rangierbahnhof eingesetzten G 12 ab. Im Reisezugdienst löste die von 1981 bis 1992 in Dresden stationierte Baureihe 119 die noch bis 1982 in Dresden beheimateten V 180 ab, die über keine elektrische Zugheizung verfügten und somit nicht vor modernen Reisezügen eingesetzt werden konnten.
Erste im Bw Dresden stationierte Elektrolokomotiven waren elf im Wendezugdienst eingesetzte Maschinen der Baureihe 242 ab dem 1. Januar 1976. Im Laufe des Jahres kamen weitere Lokomotiven dieser Baureihe hinzu und Ende des Jahres folgte mit eine der ersten Bemusterungslokomotiven der Baureihe 250, der im Folgejahr erste Serienlokomotiven folgten. Auch die erste neuentwickelte Elektrolokomotive der Deutschen Reichsbahn, die Baureihe 211, war von 1977 bis 1985 mit einigen Exemplaren in Dresden beheimatet. Ab 1984 nach Dresden gelieferte Lokomotiven der neuen Baureihe 243 lösten die Baureihe 211 ab und waren bis 1991 mit 40 bis 50 Exemplaren in Dresden vertreten. Mit der Stationierung der Zweisystemlokomotiven der Baureihe 180 ab 1991 (schon 1988 erfolgte die Stationierung der Vorserienlokomotive 230 001) ging der Bestand auf etwa 30 Maschinen zurück. Alle vier Maschinen der letzten neuentwickelten Elektrolokomotive der Deutschen Reichsbahn, der Baureihe 156, wurden 1991/1992 im Bw Dresden in Dienst gestellt und ebendort auch 2003 ausgemustert. Die Maschinen gelangten zur Mitteldeutschen Eisenbahn.